# Esteve ben Basili
Esteve ben Basili (en llatí Stephanus, en grec antic Στέφανος) fou un metge probablement cristià assirià, fill d'un home anomenat Basili, que vivia a Bagdad, als dominis del califa Al-Mutawàkkil (847-861) i del que se sap que va traduir a Dioscòrides Pedaci i a Galè a l'àrab.
Probablement és el mateix Esteve del que el botànic andalusí Ibn al-Baytar menciona la traducció del llibre De Materia Medica de Dioscòrides. L'anomena Isthafan ben Nasl (o Nasil).